# Aidu-Sooküla
Aidu-Sooküla – wieś w Estonii, w prowincji Virumaa Wschodnia, w gminie Maidla.